# Synagoga Gabriela Engela w Łodzi
Synagoga Gabriela Engela w Łodzi – prywatny dom modlitwy znajdujący się w Łodzi przy ulicy Nowo-Zarzewskiej 3.
Synagoga została zbudowana w 1901 roku z inicjatywy Gabriela Engela. Mogła ona pomieścić 60 osób. Podczas II wojny światowej hitlerowcy zdewastowali synagogę.